# 라이벌!
〈라이벌!〉(일본어: ライバル！ 라이바루[*]는 일본의 성우 겸 가수인 마츠모토 리카의 6번째 싱글이다. 1999년 3월 25일에 피카츄 레코드에서 발매됐다(발매원은 미디어팩토리).

## 개요
표제곡 〈라이벌!〉은 TV 애니메이션 《포켓몬스터》의 2번째 오프닝 테마, 〈타입: 와일드〉는 5번째 엔딩 테마로 사용됐다.
또한, 커플링곡에는 이 밖에 피카츄와 냐스(나옹)가 부르는 〈Hey! 피카츄〉, 이마쿠니?가 부르는 〈포켓몬 샌드위치〉가 수록되어있다.
또, 성우가 부른 포켓몬 노래 중에서는 역대 3위의 판매량을 기록하고 있다(덧붙여서, 1위는 〈노려라 포켓몬 마스터〉, 2위는 〈로켓단이여 영원히〉이다).
커플링곡 〈타입 : 와일드〉는 엔딩 테마로는 사용 기간이 가장 긴 곡이다. 인트로 부분에는 코바야시 사치코의 〈바람과 함께〉의 멜로디가 일부 사용되고 있다. 또한, 다음 곡 〈OK!〉에서는 가사가 영어로 변역된 〈TYPE:WILD〉로 수록되어있다. 또, 1999년의 《포켓몬스터》 제105화 “리자돈! 너로 정했다!!”(일본어: リザードン！きみにきめた！！ , 한국명: 리자몽, 제말 말을 들어줘)의 사토시(한국명은 지우)의 리자돈(한국명은 리자몽)의 배틀이나, 2008년의 《포켓몬스터 DP》의 제68화 “토바라짐! 루카리오 VS 브이젤”(일본어: トバリジム！ルカリオ対ブイゼル！！ , 한국명: 장막체육관 시합! 지우 VS 자두!)에서의 사토시의 무쿠바도(한국명은 찌르버드)와 체육관장 스모모(한국명은 자두)의 아사난(한국명은 요가랑)의 배틀, 2010년 같이 《포켓몬스터 DP》 제188화 “결착 라이벌 배틀! 사토시 대 신지!!”(일본어: 決着ライバルバトル！サトシ対シンジ！！, 한국명: 지우 VS 진철! 라이벌 배틀의 결말!)의 신오리그의 사토시의 고우카자루(한국명은 초염몽)과 신지(한국명은 진철)의 에레키블 배틀의 클라이맥스로 이 노래가 사용되어서 방송을 고조시켰다.

## 수록곡
1. 라이벌(ライバル！ [3:57]
  - 작사: 토다 아키히토, 작곡 · 편곡: 타나카 히로카즈
2. 타입:와일드(タイプ：ワイルド) [3:28]
  - 작사: 토다 아키히토, 작곡 · 편곡: 타나카 히로카즈
3. Hey! 피카츄(Hey！ピカチュウ) [4:15]
  - 노래: 이누야마 이누코(냐스(한국명은 나옹) 역), 오타니 이쿠에(피카츄 역)
  - 작사: 토다 아키히토, 작곡 · 편곡: 타나카 히로카즈
4. 포켓몬 샌드위치(ポケモンサンドイッチ) [3:05]
  - 노래: 이마쿠니?
  - 작사: 토다 아키히토, 작곡 · 편곡: 타나카 히로카즈
5. 라이벌! (오리지널 카라오케)

## 타이업
| 곡명        | 타이업                                         |
| ----------- | ---------------------------------------------- |
| 라이벌!     | TV 애니메이션 《포켓몬스터》 2번째 오프닝 테마 |
| 타입:와일드 | TV 애니메이션 《포켓몬스터》 5번째 엔딩 테마   |

| A1~D1 | A1~D1      | → | 후렴1 | 후렴1      | → | 간주, A2~D2 | 간주, A2~D2 | → | 후렴2, 대후렴 | 후렴2, 대후렴 |
|       | 마장조 (E) | → |       | 사장조 (G) | → |             | 마장조 (E)  | → |               | 사장조 (G)    |

| TV 애니메이션 《포켓몬스터》 오프닝 테마 1999년 8월 5일(107화) ~ 1999년 10월 7일(116화) |                               |                                                               |
| 이전 곡: 마츠모토 리카 〈노려라 포켓몬 마스터〉                                         | 마츠모토 리카 〈라이벌!〉     | 다음 곡: 마츠모토 리카 〈OK!〉                                |
| TV 애니메이션 《포켓몬스터》 엔딩 테마 1998년 11월 5일(69화) ~ 1999년 7월 1일(103화)    |                               |                                                               |
| 이전 곡: 이누야마 이누코 〈나옹의 노래〉                                                | 마츠모토 리카 〈타입:와일드〉 | 다음 곡: 이이즈카 마유미, 아이카와 리카코 〈라프라스에 타고〉 |